# Fundación Magnani-Rocca

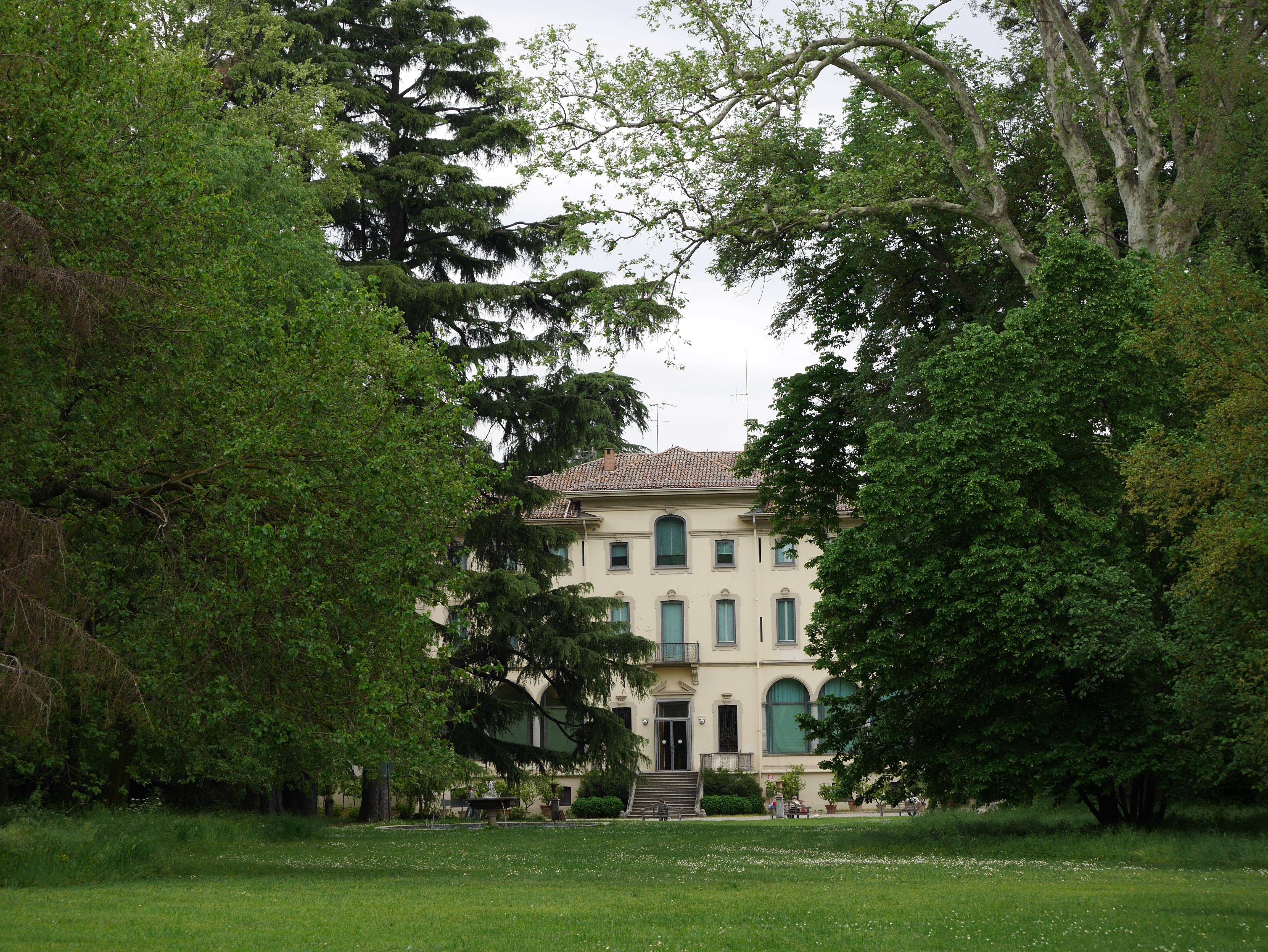
Parque villa Magnani

La Fundación Magnani-Rocca (Fondazione Magnani-Rocca en italiano), es una institución cultural italiana, con sede en Mamiano di Traversetolo, provincia de Parma, cuyo objetivo es el de promover y desarrollar actividades culturales.
Fundada en 1977 por voluntad de Luis Magnani (1906-1984), con la ayuda de la Caja de Ahorros de Parma (Cassa di Risparmio di Parma), ahora Agricole Crédit Cariparma, para honrar la memoria de sus padres José Magnani y Eugenia Rocca. Reconocida por Decreto del Presidente de la República el 15 de marzo de 1978.

## Obras
Abrió sus puertas como museo en 1990 con una colección de arte que incluye, entre otras:

### Pintura Antigua
Obras de Gentile da Fabriano, Fra Filippo Lippi, Carpaccio, Durero, Tiziano, Rubens, Van Dyck, Goya.

### Pintura contemporánea a Luis Magnani
Sus contemporáneos, Monet, Pierre-Auguste Renoir, Cezanne, incluyendo De Chirico, De Pisis, 50 obras de Morandi y Burri.

### Escultura
Esculturas de Canova y Bartolini.

### Obra maestra

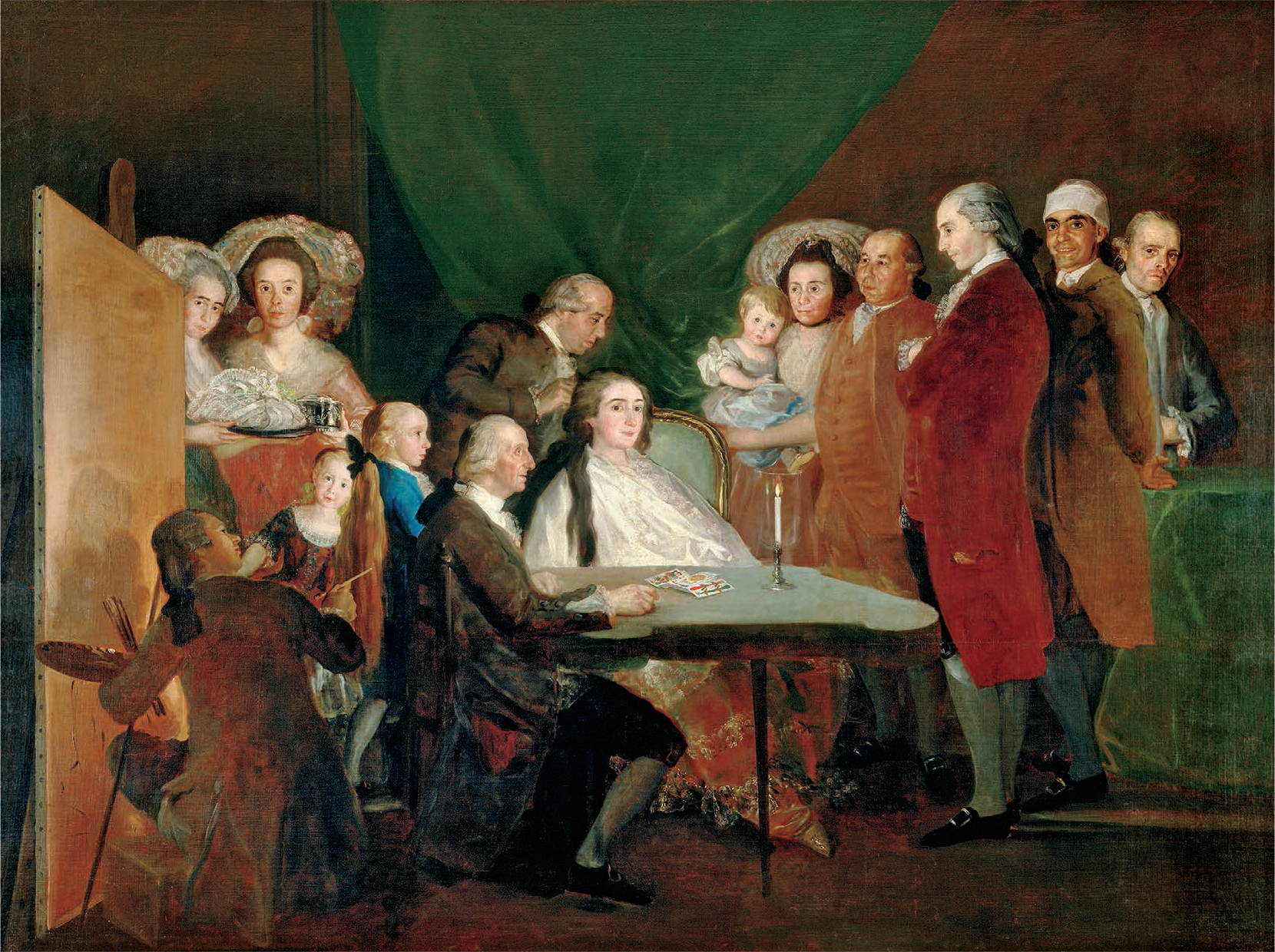
La familia del infante don Luis de Borbón, 1784, óleo sobre lienzo, 248 cm x 330 cm.

La fundación cuenta con una obra maestra de Francisco de Goya, el retrato colectivo de La familia del infante don Luis de Borbón, en la que se halla un autorretrato del propio pintor.

## Sede
La Villa no ha cambiado en lo fundamental la colocación de los muebles para mantener el sabor de la vida de época: Posee muebles de colección, fundamentalmente de estilo Imperio, incluyendo un jarrón grande de malaquita Thomire, regalo del zar Alejandro I de Rusia a Napoleón. 